# Robert Haines
Robert Bentley Haines, Jr. (San Diego, 27 maart 1954) is een Amerikaanszeiler.
Haines werd in 1984 in eigen land samen met zijn ploeggenoten de gouden medaille in de Soling in eigen land.
Haines werd in 1979 en 1983 wereldkampioen in de Soling.

## Wereldkampioenschappen
| Jaar | Plaats        | Resultaten |
| ---- | ------------- | ---------- |
| 1979 | Visby         | Soling     |
| 1983 | San Francisco | Soling     |

## Olympische Zomerspelen
| Jaar | Plaats     | Resultaten |
| ---- | ---------- | ---------- |
| 1984 | Long Beach | Soling     |

1972: William Allen / William Bentsen / Harry Melges ·
1976: Valdemar Bandolowski / Erik Hansen / Poul Richard Høj Jensen ·
1980: Valdemar Bandolowski / Erik Hansen / Poul Richard Høj Jensen ·
1984: Roderick Davis / Robert Haines / Edward Trevelyan ·
1988: Thomas Flach / Bernd Jäkel / Jochen Schümann ·
1992: Jesper Bank / Steen Secher / Jesper Seier ·
1996: Thomas Flach / Bernd Jäkel / Jochen Schümann ·
2000: Jesper Bank / Henrik Blakskjær / Thomas Jacobsen